# Johann Georg Sckell (Gärtner)
Johann Georg Sckell (* 1725 in Eisenach; † 1800 ebenda) war ein deutscher Landschaftsgärtner.
Sckell gehörte zur Gärtner- und Malerfamilie der Sckell. Sckell war Schüler des Hof- und Lustgärtners Johann Georg Petri, zunächst Hofgemüsegärtner in Zweibrücken, ab 1767 Hofgärtner im Schloss Wilhelmsthal bei Eisenach. Von ihm kamen 1767 die ersten Entwürfe zur landschaftlichen Umgestaltung des Schlossparks von Wilhelmsthal, die jedoch erst 1777 ausgeführt wurden. Danach war Sckell Hofgärtner in Eisenach, wo er ebenfalls die landschaftliche Umgestaltung vornahm. Die Umgestaltung des Kartausgarten in Eisenach ist ihm zuzuschreiben. Seit 1791 war er Hofgärtner sowohl von Eisenach als auch von Wilhelmsthal. Er selbst war Sohn des Wildmeisters Johann Valentin Sckell. Sein Sohn Johann Conrad Sckell wiederum wurde Hofgärtner in Belvedere bei Weimar. 
Er ist nicht zu verwechseln mit seinem Großvater Johann Georg Sckell, der Geldeinnehmer und Beamter war.